# باشگاه ورزشی فرو کاریل اوئسته
باشگاه فرو کاریل اوئسته (اسپانیایی: Club Ferro Carril Oeste‎) یک باشگاه ورزشی است که در بوئنوس آیرس پایه‌گذاری شده است.